# Beni Messous
Beni Messous (în arabă بني مسوس) este o comună din provincia Alger, Algeria.
Populația comunei este de 36.191 locuitori (2008).